# Castillo de San Juan
Castillo de San Juan är ett slott i Spanien.   Det ligger i provinsen Provincia de Santa Cruz de Tenerife och regionen Kanarieöarna, i den sydvästra delen av landet, 1 800 km sydväst om huvudstaden Madrid. Castillo de San Juan ligger 6 meter över havet.
Terrängen runt Castillo de San Juan är huvudsakligen kuperad, men den allra närmaste omgivningen är platt. Havet är nära Castillo de San Juan åt sydost. Närmaste större samhälle är Santa Cruz de Tenerife, 1,6 km norr om Castillo de San Juan. Runt Castillo de San Juan är det i huvudsak tätbebyggt.